# Torx

Torx csavarfej sziluett

A Torx egy csavarfejtípus, ami az imbuszcsavarok továbbfejlesztésének tekinthető. Hatágú csillaghoz hasonlít, az USA-beli Camcar Textron cég 1967-ben mutatta be ezt a típust.
Az ISO 10664 határozta meg szabványos elnevezését, ami hexalobular internal; adatbázisokban és katalógusokban röviden 6lobe (hatos számmal, nem pedig G betűvel).

## Tulajdonságai
A homorított oldalak és a mélyre süllyedő, párhuzamos falú csavarüreg révén a hagyományos csavartípusoknál jobban illeszkedik a csavarhúzó fejéhez. Ezzel megelőzhető a ferde, így roncsoló tekerés, és nagyobb nyomatékot lehet átadni. A jobb meghúzhatóság miatt a javíthatóságra tervezett műszaki cikkekben elterjedt: gépjárművek, kerékpárok, elektronikai eszközök és számítógépes alkatrészek.

## Változatai

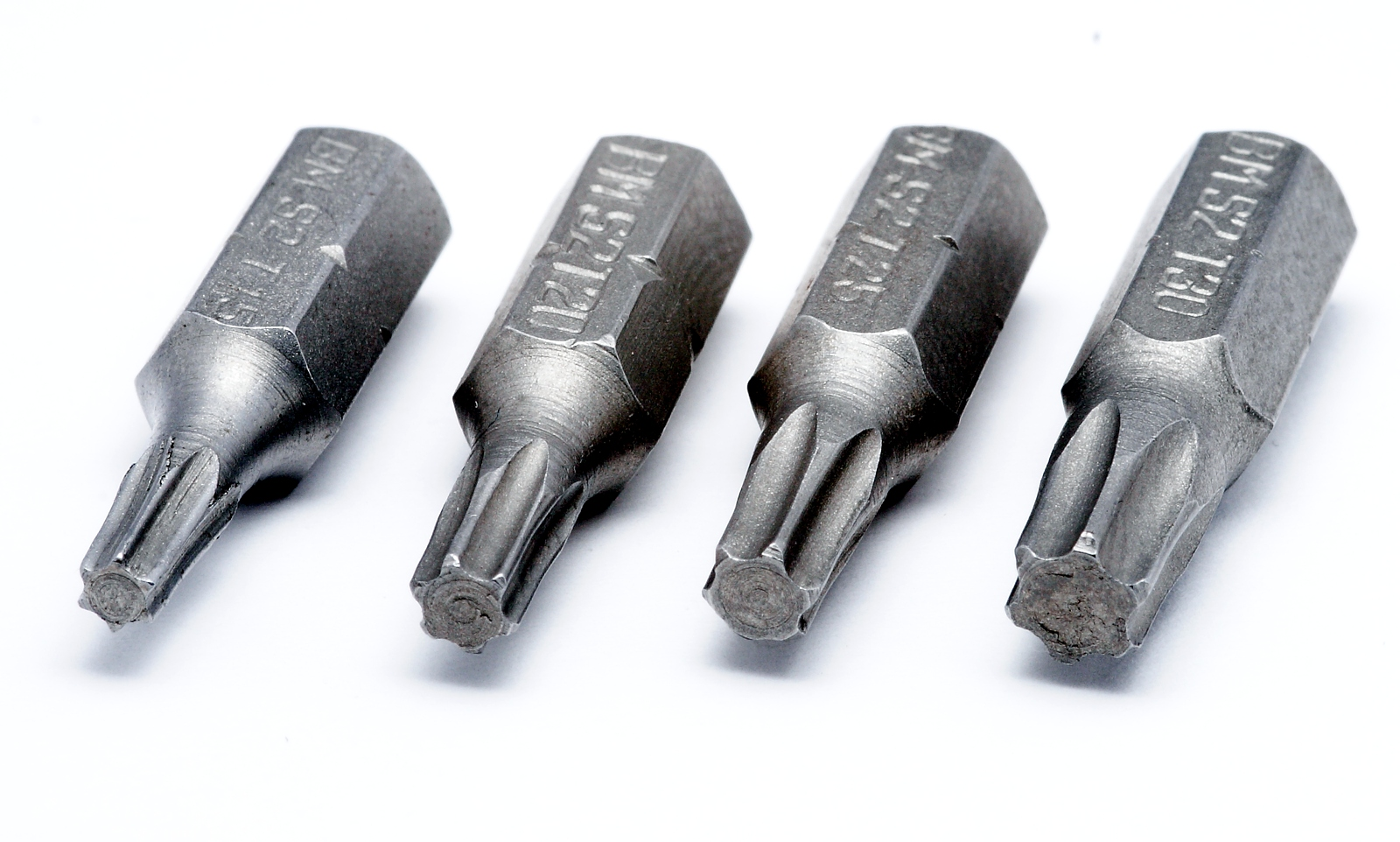
Torx bitfejek: T15, T20, T25, T30

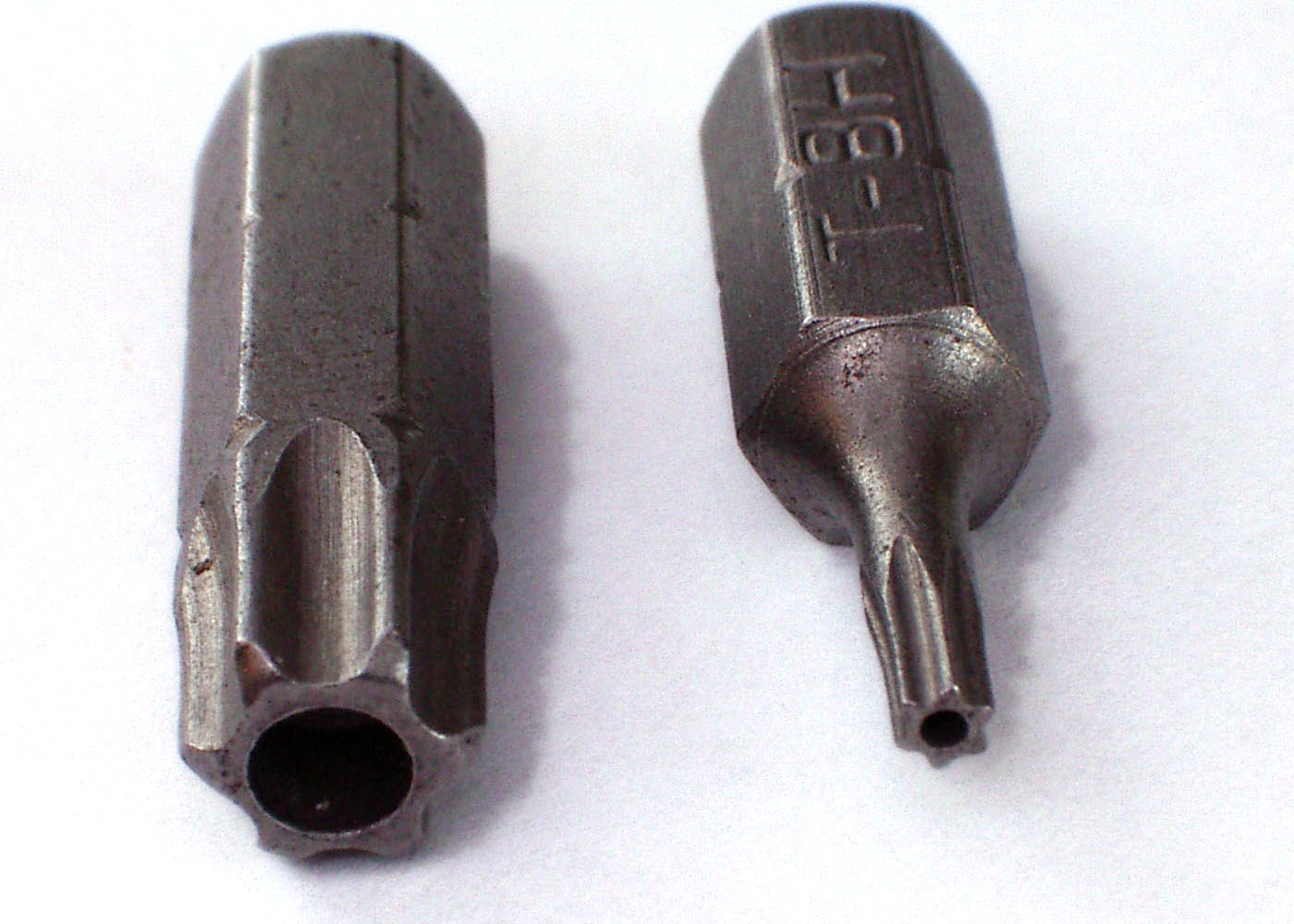
T40 és T8-as biztonsági Torx csavarozó fejek

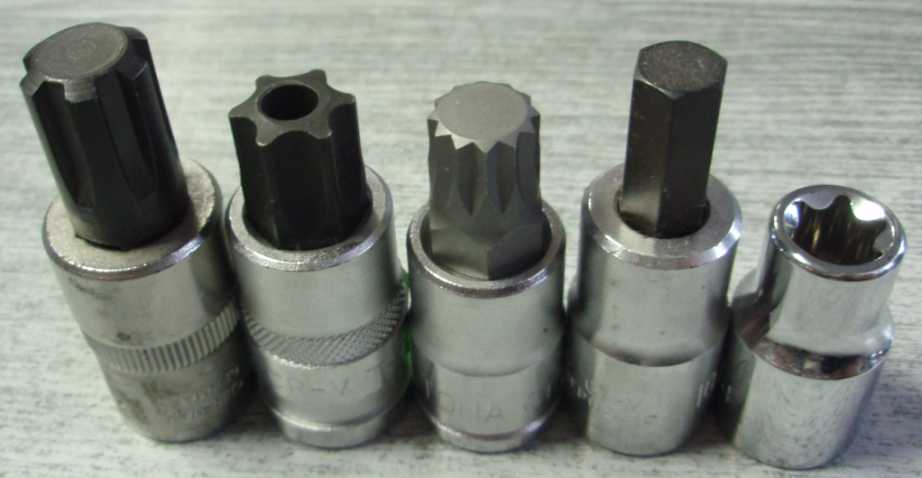
Ritkább Torx variánsok: Ribe, Torx, XZN, SW, E

A 6 ágú Torx mintájára készítenek 8, 10, 12 ágú változatokat is, amikre ugyancsak Torxként hivatkoznak.
- Biztonsági Torx - Ennek az üregében egy csap van, ami megakadályozza, hogy egy csavarhúzóval próbálják kitekerni. Előfordulnak 5 és 7 ágú változatok is.
- Torx Paralobe - Kiszélesített csillagcsúcsai révén 20%-al nagyobb nyomatékot képes átadni.[2]
- Torx Plus - Ez az eredeti Torx licensz 1990-es lejáratakor került bemutatásra. Itt a szögletes végű ágak még nagyobb nyomaték átadására képesek, emellett a új Torx Plus csavarokat a hagyományos Torx csavarhúzókkal is lehet csavarni. Ennek licensze 2011-ben járt le.
- AudiTorx - A manipulálás megelőzésére a fogantyúval ellátott csavar fejébe a megadott csavaró nyomaték elérésekor beletörik a csavaró fej, így nem marad olyan nyílás, amibe akármilyen csavarhúzót lehetne illeszteni. A vasúti területen ismert megoldás.[3]
- E Torx - Külső (external) Torx fej, ahol a a csavar és csavarhúzó fej szerepet cserélnek. Itt a csavarozónak nagyobbnak kell lennie, mint a csavarfejnek, ezért ahogy a táblázatban is látható, ezek méretei eltérőek.

## Torx csavarok méretei
A Torx csavarok és csavarhúzók méretjelölése egy T betű és utána szám. Néhány gyártó és forgalmazó TX jelölést használ a méretet jelző számok előtt. A kisebb számok kisebb méretet jeleznek.
| Méret | Csúcsok távolsága | Csúcsok távolsága | Max. nyomaték | Max. nyomaték | ~ E Torx |
| Méret | (inch)            | (mm)              | (lb·ft)       | (N·m)         | ~ E Torx |
| ----- | ----------------- | ----------------- | ------------- | ------------- | -------- |
| T1    | 0,035             | 0,90              | 0,015–0,022   | 0,02–0,03     |          |
| T2    | 0,039             | 1,00              | 0,052–0,066   | 0,07–0,09     |          |
| T3    | 0,047             | 1,20              | 0,10–0,13     | 0,14–0,18     |          |
| T4    | 0,053             | 1,35              | 0,16–0,21     | 0,22–0,28     |          |
| T5    | 0,059             | 1,50              | 0,32–0,38     | 0,43–0,51     | E2       |
| T6    | 0,069             | 1,75              | 0,55–0,66     | 0,75–0,90     |          |
| T7    | 0,083             | 2,10              | 1,0–1,3       | 1,4–1,7       |          |
| T8    | 0,094             | 2,40              | 1,6–1,9       | 2,2–2,6       |          |
| T9    | 0,102             | 2,60              | 2,1–2,5       | 2,8–3,4       |          |
| T10   | 0,110             | 2,80              | 2,7–3,3       | 3,7–4,5       |          |
| T15   | 0,132             | 3,35              | 4,7–5,7       | 6,4–7,7       |          |
| T20   | 0,156             | 3,95              | 7,7–9,4       | 10,5–12,7     | E4       |
| T25   | 0,177             | 4,50              | 11,7–14,0     | 15,9–19       | E5       |
| T27   | 0,201             | 5,10              | 16,6–19,8     | 22,5–26,9     |          |
| T30   | 0,220             | 5,60              | 22,9–27,6     | 31,1–37,4     | E6       |
| T35   | 0,232             | 5,90              |               |               | E7       |
| T40   | 0,266             | 6,75              | 39,9–48,0     | 54,1–65,1     | E8       |
| T45   | 0,312             | 7,93              | 63,4–76,1     | 86–103,2      |          |
| T47   | GM-Style          |                   |               |               |          |
| T50   | 0,352             | 8,95              | 97–117        | 132–158       | E10      |
| T55   | 0,447             | 11,35             | 161–189       | 218–256       | E12      |
| T60   | 0,530             | 13,45             | 280–328       | 379–445       | E16      |
| T70   | 0,618             | 15,70             | 460–520       | 630–700       | E18      |
| T80   | 0,699             | 17,75             | 696–773       | 943–1048      | E20      |
| T90   | 0,795             | 20,20             | 984–1094      | 1334–1483     |          |
| T100  | 0,882             | 22,40             | 1359–1511     | 1843–2048     | E24      |